# Telaprocera
Telaprocera es un género de arañas araneomorfas de la familia Araneidae. Se encuentra en  Australia.

## Lista de especies
Según The World Spider Catalog 12.0:
- Telaprocera joanae Harmer & Framenau, 2008
- Telaprocera maudae Harmer & Framenau, 2008